# Air (Roman)
Air ist ein im März 2025 erschienener Roman des schweizerischen Schriftstellers Christian Kracht. Er handelt von einem Inneneinrichter, der auf mysteriöse Weise verschwindet und anschließend mit einem Waisenkind Abenteuer in einer Fantasy-Welt besteht.

## Handlung
Der Roman ist in 17 Kapitel geteilt, die abwechselnd von Paul, einem Schweizer Dekorateur und Inneneinrichter erzählen, der in der schottischen Hafenstadt Stromness auf den Orkney-Inseln lebt, und von „dem Fremden“, der in einer Fantasy-Welt an der Seite eines neunjährigen Mädchens namens Ildr Abenteuer erlebt. Paul verdient sein Geld mit Home Staging, bei dem er leerstehende Immobilien für potenzielle Käufer so inszeniert, dass diese sich ein Leben voller Schönheit und Sinn darin vorstellen können. Eines Tages erhält er von dem Designmagazin Kūki (japanisch für Luft) den Auftrag, unterirdischen Hallen einer gewaltigen Serverfarm in Stavanger mit dem perfekten Weiß auszumalen. Paul reist nach Norwegen und lernt den Herausgeber Cohen kennen, der sich, für Paul enttäuschend, aber gar nicht für Design, sondern für slawische Esoterik interessiert. Als er die Computeranlage besichtigt, trifft eine heftige Sonneneruption die Erde, die weltweit Stomausfälle verursacht. Paul verschwindet aus mysteriöse Weise, und Cohen begeht Suizid aus Verzweiflung darüber, dass er die ästhetischen und intellektuellen Konzepte, die er als Gegenmodelle gegen den Kapitalismus erstellt, verkaufen muss, das heißt in den kapitalistischen Verwertungszusammenhang einspeist.
In der Fantasy-Welt wird der Fremde von dem Waisenkind Ildr bei einem Jagdunfall verletzt und gesundgepflegt. Gemeinsam fliehen sie vor den Soldaten eines bösen Herzogs, der den Fremden verfolgt – wie sich später herausstellt, hat er ein Antibiotikum bei sich, das die grassierende Seuche, den „Gelben Tod“, heilen kann. Außerdem besitzt der Fremde eine Brille, die er als Vergrößerungsglas und als Fernglas einzusetzten versteht, sowie eine Keramikpistole aus dem 3D-Drucker. Vorher hatte der Leser erfahren, dass Paul in der realen Welt eine Anleitung zur Herstellung einer solchen Pistole aus einem öffentlichen Bücherschrank mitgenommen hatte, ebenso wie ein Exemplar von Astrid Lindgrens Kinderbuch Die Brüder Löwenherz, an dessen Textwelt die Fantasywelt mitunter erinnert. In dieser Welt sind die Himmelsrichtungen vertauscht: Die Sonne geht im Westen auf und der Fremde flieht mit Ildr und einem Hund, der sich ihnen angeschlossen hat, immer weiter nach Süden bis ans Eismeer. Dort werden sie von den Bewohnern einer Steinstadt freundlich aufgenommen, die ausschließlich Stein und Wasser nutzen. Hier treffen sie auch auf Cohen, der sich plötzlich in der Antarktis wiedergefunden hatte und mit Hilfe eines Eisbewohners per Ruderboot in die Steinstadt gelangte. Der Name des Bootes lautet Dóchas, irisch für Hoffnung – so wie Pauls Ruderboot in Stromness. Hoffnung bzw. Hope ist auch der Name von Krachts Tochter, der das Buch gemeinsam mit ihrer Mutter Frauke Finsterwalder gewidmet ist.

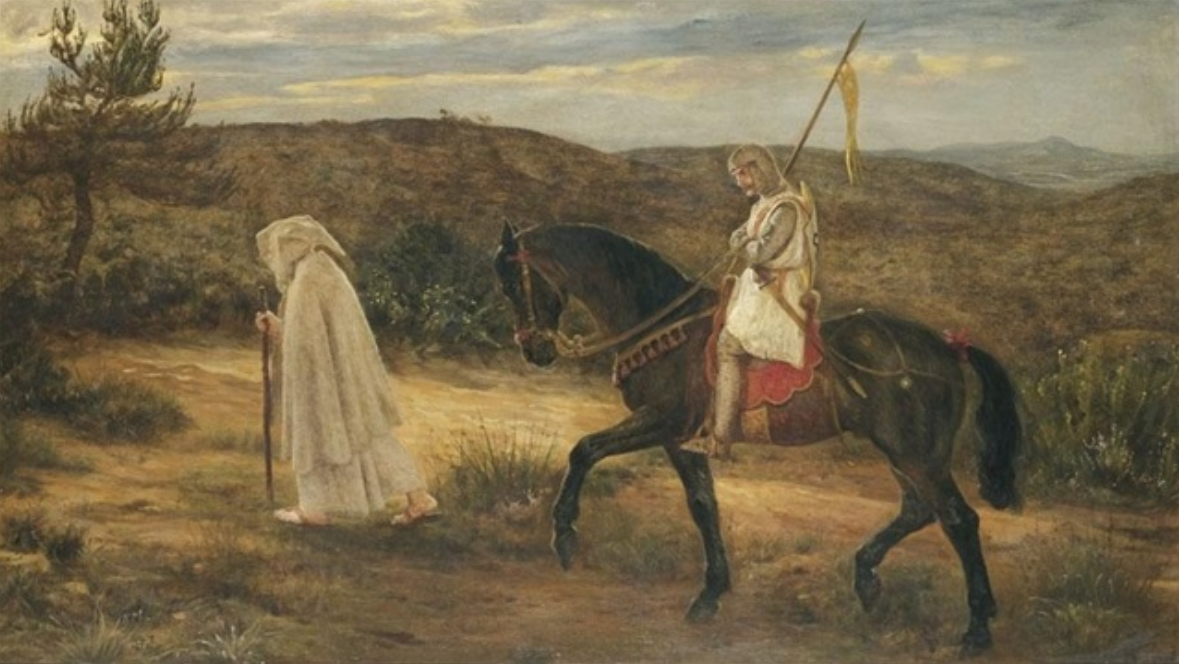
James Archer (1824–1904): Merlin and Lancelot, an incident from La morte d'Arthur, 1871

Ab Kapitel XI ist der Wechsel zwischen der realen und der Fantasywelt aufgehoben, die Handlung spielt nur noch in dieser. Cohen, Paul (so wird der Fremde in Kapitel XIV genannt) und Ildr helfen, die Steinstadt gegen den Angriff von Schiffen des bösen Herzogs zu verteidigen, der dabei ums Leben kommt. Kurz vorher aber erschießt er Ildr mit einer Armbrust. Paul, Cohen und ein Teil der Stadtbewohner brechen nun nach Norden auf und erreichen die verlassene Stadt des bösen Herzogs. Paul und Cohen ziehen weiter und werden dabei wie Merlin und Lancelot auf dem Gemälde von James Archer beschrieben, das in Pauls Haus in Stromness hängt. Im kurzen XVII. Kapitel heißt es, es hänge nun in Barnhill, einem unzugänglichen Haus auf der Insel Jura, von dem Paul zu Lebzeiten träumte. Im realen Barnhill House schrieb 1948 George Orwell seinen dystopischen Roman 1984.

## Buchumschlag
Die deutsche Hardcover-Ausgabe des Romans zeigt ein Gemälde des norwegischen Malers Odd Nerdrum.  

## Rezeption
Der Roman wurde umgehend nach seinem Erscheinen für den Preis der Leipziger Buchmesse 2025 nominiert. Er erhielt vorwiegend positive Kritiken, hinterliess aber auch einige Kritiker wie Tobias Rüther (FAZ) enttäuscht. Die Spiegel-Bestsellerliste im Bereich Hardcover Belletristik in der Ausgabe 15/2025 führte den Roman auf Platz 11. 

## Belege
1. ↑  Jan Drees: Christian Kracht: „Air“: Pinocchio im Untergrund. deutschlandfunkkultur.de, 14. März 2025.
2. ↑  Preis der Leipziger Buchmesse, Nomiinierungen 2025. Abgerufen am 6. April 2025.
3. ↑  https://www.perlentaucher.de/buch/christian-kracht/air.html
4. ↑  SPIEGEL Beststeller Hardcover Ausgabe 15/2025. Abgerufen am 6. April 2025.